# Hollyn
Holly Marie Wilson (de soltera Miller, nacida el 3 de enero de 1997), conocida por su nombre artístico Hollyn, es una cantante y compositora de música cristiana estadounidense. Hollyn canta una mezcla de música pop y R&B. Fue concursante de American Idol durante la temporada 12, donde llegó a las rondas de Hollywood. Lanzó su EP, Hollyn, en 2015, el álbum One-Way Conversations en 2017 y Bye, Sad Girl, en 2019, ambos con Gotee Records. Hollyn canta a menudo con Tobymac.

## Vida personal
Hollyn, o su nombre de pila, Holly Marie Miller, nació el 3 de enero de 1997, en Waverly, Ohio, hija de Jamie Drew Miller y Tammy Lynn Miller. Tiene un hermano menor llamado Michael. El 16 de noviembre de 2018, se comprometió con Dillon Wilson, pastor de jóvenes adultos en Oaks Church, Red Oak, Texas. El anuncio se hizo en el servicio de la Iglesia Oaks. La boda tuvo lugar el 31 de diciembre de 2018.

## Carrera musical
Hollyn comenzó su carrera en 2013, con su aparición en la temporada 12 de American Idol, donde llegó a las rondas de la semana de Hollywood antes de ser eliminada. Hollyn apareció en el álbum This Is Not a Test de tobyMac, donde colaboró en «Backseat Driver» y «Lights Shine Bright». También apareció en «Funky Jesus Music» de TobyMac. La canción ha aparecido en dos listas de Christian Songs de la revista Billboard en el puesto 29, y Christian Digital Songs en el puesto 16. Su primer EP, Hollyn, fue lanzado el 16 de octubre de 2015 por Gotee Records. La canción, «Alone», con el difunto Truett Foster, se ubicó en la lista Christian Airplay de la revista Billboard en el puesto número 11 y número 3 en el Top 40 cristiano. Esta obra extendida se ubicó en el número 10 en la lista de álbumes cristianos de la revista Billboard. Lanzó un sencillo llamado «Love With Your Life» el 14 de julio de 2016. El 10 de febrero de 2017, Hollyn lanzó su álbum debut, One-Way Conversations. Lanzó su sencillo «Hola!» el 15 de septiembre de 2017.
TobyMac de Gotee Records firmó con Hollyn después de ver sus videos en YouTube y contactar a su padre a través de un amigo en común. Los dos colaboraron en su canción, «Alone», donde se inspiró en su verso favorito de la biblia, Isaías 30:21, "Ya sea que mires hacia la izquierda o hacia la derecha, escucharás una voz que dice: 'Este es el camino. Camina en él '". La última canción que publicó fue "¡Hola!" el 21 de septiembre del 2017. Ella está constantemente publicando en Instagram, donde muchos le piden que publique más canciones recientemente.

## Discografía

### Álbumes de estudio
| Título                                              | Detalles del álbum                                                                                    | Posiciones más altas en la lista | Posiciones más altas en la lista |
| Título                                              | Detalles del álbum                                                                                    | US Christ.                       | US                               |
| --------------------------------------------------- | --- | -------------------------------- | -------------------------------- |
| One-Way Conversations                               | - Fecha de lanzamiento: 10 de febrero de 2017 - Sello: Gotee Records - Formatos: CD, descarga digital | 6                                | 200                              |
| "—" denota que el lanzamiento no entró a las listas | |                                  |                                  |

### Extended plays
| Título                                              | Detalles                                                                                              | Posiciones más altas en la lista |
| Título                                              | Detalles                                                                                              | US Christ.                       |
| --------------------------------------------------- | --- | -------------------------------- |
| Hollyn                                              | - Fecha de lanzamiento: 16 de octubre de 2015 - Sello: Gotee Records - Formatos: CD, descarga digital | 10                               |
| Bye, Sad Girl.                                      | - Fecha de lanzamiento: 6 de septiembre de 2019 - Sello: Gotee Records - Formatos: descarga digital   | —                                |
| Bye, Sad Girl. Acoustic.                            | - Fecha de lanzamiento: 4 de octubre de 2019 - Sello: Gotee Records - Formatos: descarga digital      | —                                |
| "—" denota que el lanzamiento no entró a las listas | |                                  |

### Sencillos

#### Como artista principal
| Año                                                 | Sencillo                                    | Posiciones más altas en la lista | Posiciones más altas en la lista | Posiciones más altas en la lista | Álbum                     |
| Año                                                 | Sencillo                                    | US Christ                        | US Christ Airplay                | US Christ Digital                | Álbum                     |
| --------------------------------------------------- | ------------------------------------------- | -------------------------------- | -------------------------------- | -------------------------------- | ------------------------- |
| 2015                                                | "Alone" (con TRU)                           | 11                               | 15                               | 10                               | Hollyn                    |
| 2016                                                | "Nothin' On You"                            | 46                               | 28                               | —                                | Hollyn                    |
| 2016                                                | "Love With Your Life"                       | 29                               | 20                               | 16                               | One-Way Conversations     |
| 2017                                                | "Can't Live Without"                        | 23                               | 24                               | 12                               | One-Way Conversations     |
| 2017                                                | "In Awe"                                    | 21                               | 19                               | —                                | One-Way Conversations     |
| 2017                                                | "Love With Your Life" (Capital Kings Remix) | —                                | —                                | —                                | One-Way Conversations     |
| 2017                                                | "¡Hola!"                                    | —                                | —                                | —                                | Sencillo sin álbum        |
| 2017                                                | "There's a Hope" (con Chris McClarney)      | —                                | —                                | —                                | My Utmost for His Highest |
| 2017                                                | "Lovely (Radio Edit)"                       | —[1]                             | 46                               | —                                | One-Way Conversations     |
| 2018                                                | "All My Love"                               | —[2]                             | —                                | —                                | One-Way Conversations     |
| 2018                                                | "Everything And More" (con Aaron Cole)      | —[3]                             | —                                | —                                | Sencillo sin álbum        |
| 2018                                                | "Isaac"                                     | —                                | 37                               | —                                | Sencillo sin álbum        |
| 2018                                                | "You Won't"                                 | —                                | —                                | —                                | Sencillo sin álbum        |
| 2018                                                | "Horizon"                                   | —                                | —                                | —                                | Sencillo sin álbum        |
| 2019                                                | "Good Times"                                | —                                | —                                | —                                | Sencillo sin álbum        |
| 2019                                                | "i feel bad for you"                        | —                                | —                                | —                                | Bye, Sad Girl.            |
| 2019                                                | "O Come All Ye Faithful"                    | —                                | —                                | —                                | Sencillo sin álbum        |
| "—" denota que el lanzamiento no entró a las listas |                                             |                                  |                                  |                                  |                           |

#### Como artista invitado
| Año                                     | Sencillo              | Artista         | Posiciones más altas en la lista | Posiciones más altas en la lista | Posiciones más altas en la lista | Álbum                                      |
| Año                                     | Sencillo              | Artista         | US Christ                        | US Christ Airplay                | US Christ Digital                | Álbum                                      |
| --------------------------------------- | --------------------- | --------------- | -------------------------------- | -------------------------------- | -------------------------------- | ------------------------------------------ |
| 2015                                    | "Backseat Driver"     | TobyMac & TRU   | 29                               | 30                               | 16                               | This Is Not a Test                         |
| 2015                                    | "Lights Shine Bright" | TobyMac         | 42                               | 19                               | 19                               | This Is Not a Test                         |
| 2016                                    | "Change the World"    | Derek Minor     | 43                               | —                                | —                                | Reflection                                 |
| 2017                                    | "All Good"            | Capital Kings   | 42                               | —                                | —                                | Sencillo sin álbum                         |
| 2017                                    | "Lost In the Magic"   | Mark Hammond    | —                                | —                                | —                                | Disney Stars on Parade - Lost In the Magic |
| 2019                                    | "I'm Listening"       | Chris McClarney | 45                               | —                                | —                                | Breakthrough                               |
| "—" denotes releases that did not chart |                       |                 |                                  |                                  |                                  |                                            |

## Premios y nominaciones
En 2016, Hollyn fue nominada a un premio Dove como 'Artista nuevo del año', y en 2017 como "Canción grabada de rap / hip hop del año" junto a Steven Malcom y Andy Mineo por «Party in the Hills».